# Internationale Stehermeisterschaft von Berlin

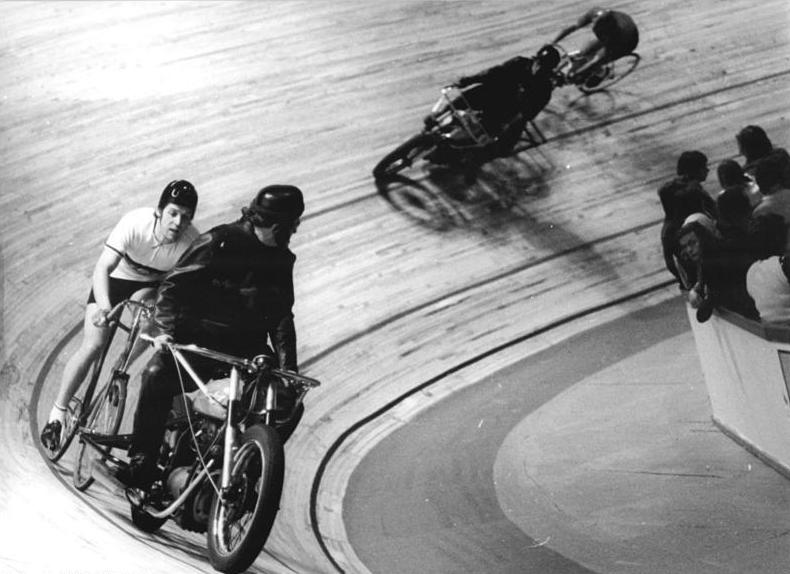
Steherrennen in der Werner-Seelenbinder-Halle

Die Internationale Stehermeisterschaft von Berlin war eine Radsportveranstaltung in der DDR. Es war ein Wettbewerb im Bahnradsport, der als Steherrennen ausgetragen wurde.

## Geschichte
Die Internationale Stehermeisterschaft von Berlin wurde 1959 zum ersten Mal veranstaltet. Austragungsort war die Radrennbahn in der Werner-Seelenbinder-Halle im damaligen Ost-Berlin. Erster Sieger war Heinz „Potte“ Wahl hinter dem Schrittmacher Herbert Schondorf mit 5 Metern Vorsprung vor Peter Gröning hinter Gerhard Huschke. Am Start waren die nationalen Meister der Amateure aus den Niederlanden, Frankreich, Österreich, Polen und Fahrer aus der DDR. Die öffentliche Resonanz war so groß, dass das Rennen in voller Länge vom Deutschen Fernsehfunk übertragen wurde.
Ab 1975 hatte das Rennen den Namen „Steher-Preis von Berlin“. 
Der Wettbewerb wurde in zwei Vorläufen über 15 Kilometer gefahren. Die Länge und die enge Kurvenkonstruktion der Bahn erlaubten nur jeweils fünf Fahrer pro Lauf. Nach den Vorläufen wurden ein „kleines Finale“ um die Plätze 6 bis 10 und das Finale um den Sieg ausgefahren. Die Länge des Endlaufes variierte in den Jahren zwischen 20 und 40 Kilometern. In den einzelnen Läufen wurde die Startreihenfolge ausgelost. Bei Sturz oder Materialschaden gab es 12 Runden Vergütung.
Die teilnehmenden ausländischen Fahrer hatten in der Regel die Gelegenheit, die Bahn in einigen Rennen in den Tagen vor der Meisterschaft kennen zu lernen. 1966 starteten mehr ausländische Fahrer als DDR-Steher, dies blieb ein Novum. 1970 startete der amtierende Weltmeister Albertus Boom hinter seinem Schrittmacher Bruno Walrave.
Ab 1977 starteten in den Steherrennen der DDR nur noch Fahrer der Betriebssportgemeinschaften (BSG). Thomas Huschke und Michael Milde waren die letzten Mitglieder von DDR-Sportclubs, die bis 1976 als Steher aktiv waren. Da der Stehersport in der DDR immer weniger Förderung erhielt und sich dazu Materialprobleme für die Schrittmachermaschinen einstellten, wurde das Rennen ab 1984 nicht mehr veranstaltet, obwohl die Rennen immer ein großes Publikumsinteresse hatten.

## Sieger
(Fahrer – Schrittmacher)
- 1959  Heinz Wahl –  Herbert Schondorf
- 1960  Siegfried Wustrow –  Gerhard Huschke
- 1961  Peter Gröning  –  Herbert Schondorf
- 1962  Konrad Nentwig –  Gerhard Huschke
- 1963–1965 nicht ausgetragen
- 1966  Wolfgang Groneberg –  Georg Sternberg
- 1967–1968 nicht ausgetragen
- 1969  Manfred Schultz –  Georg Sternberg
- 1970  Wolfgang Schmelzer –  Heinz Stöber
- 1971  Wolfgang Schmelzer –  Heinz Stöber
- 1972  Wolfgang Schmelzer –  Heinz Stöber
- 1973  Wolfgang Schmelzer –  Heinz Stöber
- 1974 nicht ausgetragen
- 1975  Michael Milde –  Heinz Stöber
- 1976  Michael Milde –  Georg Sternberg
- 1977  Jens Kunath –  Hartmut Laß
- 1978  Jens Kunath –  Heinz Stöber
- 1979  Horst Bartels –  Hartmut Laß
- 1980  Jens Kunath –  Georg Sternberg
- 1981  Jiří Mikšík –  Heinz Stöber
- 1982  Jens Kunath –  Hartmut Laß
- 1983  Jürgen Ehm –  Georg Sternberg